# Julia Hauser
Julia Hauser (* 21. Februar 1994 in Wien) ist eine österreichische Triathletin, dreifache Olympiastarterin (2016, 2020, 2024) und Staatsmeisterin im Aquathlon (2020).

## Werdegang
Julia Hauser wurde im Mai 2013 Junioren-Staatsmeisterin Triathlon und im Juni Zehnte in der Türkei bei der Triathlon-Europameisterschaft der Junioren.

### Olympische Sommerspiele 2016
Hauser wurde für die Olympischen Sommerspiele 2016 nachnominiert (für die verletzte Lisa Perterer). Sie ging am 20. August in Rio de Janeiro für Österreich an den Start – zusammen mit Sara Vilic und Thomas Springer. Im September belegte sie den elften Rang bei der U23-Weltmeisterschaft Triathlon. In der ITU-Jahreswertung 2016 belegte sie als drittbeste Österreicherin den 66. Rang.
Bei der Europameisterschaft auf der olympischen Kurzdistanz belegte sie im Juni 2017 in Kitzbühel den 19. Rang. Im Oktober erzielte Julia Hauser mit der Bronzemedaille in Sarasota (USA) ihre bislang erste Podestplatzierung im World Cup der International Triathlon Union (ITU).
Im August 2018 wurde die damals 24-Jährige in Glasgow als beste Österreicherin Siebte bei der Europameisterschaft auf der Kurzdistanz. In der Jahreswertung der ITU World Championship Series 2018 belegte sie nach dem letzten Rennen im September in Australien als zweitbeste Österreicherin den 36. Rang. 2019 belegte sie wieder als zweitbeste Österreicherin hinter Lisa Perterer (Rang 13) den 34. Rang.

### Staatsmeisterin Aquathlon 2020
Am 12. Juli 2020 gewann Hauser mit dem Gmunden Triathlon auf der Sprintdistanz den ersten Bewerb des Jahres, nachdem im Rahmen der COVID-19-Pandemie viele der geplanten Rennen abgesagt werden mussten. Eine Woche später, am 19. Juli, startete sie beim OMNi-BiOTiC Austria-Triathlon zusammen mit den drei Norwegern Gustav Iden, Kristian Blummenfelt und Casper Stornes in der Staffel. Im August wurde sie beim Ferlacher Aquathlon Staatsmeisterin Aquathlon. Mit dem österreichischen Team (Therese Feuersinger, Alois Knabl und Lukas Hollaus) belegte Julia Hauser bei der WM im Teamsprint in Hamburg am 6. September den neunten Rang.

### Olympische Sommerspiele 2020
Im Mai 2021 qualifizierte sich Hauser in Japan für einen Startplatz bei den Olympischen Spielen in Tokio. Aufgrund der erfolgreichen Qualifikation wurde die 27-Jährige im Juli 2021 für einen Startplatz bei den Olympischen Sommerspielen nominiert – zusammen mit Lisa Perterer, Lukas Hollaus und Luis Knabl.
Sie konnte das Rennen aber nicht beenden. Im August 2022 wurde die 28-Jährige in München Neunte bei der Europameisterschaft auf der Triathlon-Kurzdistanz.
Im November wurde sie zur „Triathletin des Jahres 2022“ gewählt.

### Silbermedaille European Games 2023
Im Juni 2023 gewann Hauser bei den European Games in Polen die Silbermedaille im Triathlon hinter der Norwegerin Solveig Løvseth.
2024 qualifizierte sich Hauser zum dritten Mal für einen Startplatz bei den Olympischen Sommerspielen und sie belegte im Juli in Paris als beste Österreicherin den 32. Rang.
Im Juli 2025 sich die 31-Jährige bei einem Radunfall auf der Wiener Donauinsel erhebliche Verletzungen zu.
Julia Hauser lebt in Wien. Sie wird von Darren Smith trainiert und ist aktive Sportlerin des Heeressportzentrums des Österreichischen Bundesheers. Dort trägt sie den Dienstgrad eines Zugsführers.

## Auszeichnungen
- Triathletin des Jahres 2021, 2022, 2023[18] und 2024[19]

## Sportliche Erfolge
| Datum/Jahr    | Rang | Wettbewerb                                           | Austragungsort | Zeit     | Bemerkung                                                                               |
| ------------- | ---- | ---------------------------------------------------- | -------------- | -------- | --------------------------------------------------------------------------------------- |
| 5. Aug. 2024  | LAP  | Olympische Sommerspiele 2024, Mixed Relay            | Paris          | –        | in der gemischten Staffel mit Alois Knabl, Tjebbe Kaindl und Lisa Perterer; überrundet  |
| 31. Juli 2024 | 32   | Olympische Sommerspiele 2024                         | Paris          | 02:01:44 |                                                                                         |
| 11. Mai 2024  | 37   | ITU World Championship Series 2024                   | Yokohama       | 01:57:52 | als zweitbeste Österreicherin                                                           |
| 27. Juni 2023 | 2    | Europaspiele 2023                                    | Krakau         | 01:57:15 |                                                                                         |
| 3. März 2023  | 13   | ITU World Championship Series 2023                   | Abu Dhabi      | 00:59:01 |                                                                                         |
| 12. Aug. 2022 | 9    | ETU Triathlon European Championship                  | München        | 01:53:41 | Europameisterschaft auf der olympischen Distanz                                         |
| 17. Juli 2022 | 14   | Alpen-Triathlon                                      | Schliersee     | 01:04:19 |                                                                                         |
| 28. Mai 2022  | 10   | ITU Triathlon World Cup                              | Arzachena      | 01:01:17 |                                                                                         |
| 14. Mai 2022  | 12   | ITU World Championship Series 2022                   | Yokohama       | 01:55:58 |                                                                                         |
| 25. Sep. 2021 | 15   | ETU Triathlon European Championships                 | Valencia       | 01:55:04 | Europameisterschaft auf der olympischen Kurzdistanz                                     |
| 27. Juli 2021 | DNF  | Olympische Sommerspiele 2020                         | Tokyo          | –        | Rennabbruch beim Schwimmen                                                              |
| 19. Juni 2021 | 20   | ETU Sprint Triathlon European Championships          | Kitzbühel      | 00:36:21 | ETU-Europameisterschaft Triathlon Sprintdistanz; beste Österreicherin                   |
| 15. Mai 2021  | 5    | ITU World Championship Series 2021                   | Yokohama       | 01:55:26 | qualifiziert für einen Startplatz bei den Olympischen Spielen                           |
| 19. Juli 2020 |      | OMNi-BiOTiC Austria-Triathlon                        | Podersdorf     |          | Start in der Staffel; Austragung als „Jagdrennen“ auf der Strecke des Austria-Triathlon |
| 12. Juli 2020 | 1    | Gmunden Triathlon                                    | Gmunden        | 01:10:41 | im Salzkammergut (750 m Schwimmen, 25 km Radfahren und 5 km Laufen)                     |
| 31. Aug. 2019 | 26   | ITU World Championship Series 2019                   | Lausanne       | 02:09:49 |                                                                                         |
| 2. Sep. 2018  | 10   | ITU Triathlon World Cup                              | Karlsbad       | 02:10:46 |                                                                                         |
| 18. Aug. 2018 | 5    | ITU Triathlon Weltcup                                | Lausanne       | 02:07:28 |                                                                                         |
| 11. Aug. 2018 | 11   | ETU Triathlon European Championship Mixed Relay      | Glasgow        | 01:17:26 | im Team mit Lukas Pertl, Lukas Hollaus und Therese Feuersinger                          |
| 9. Aug. 2018  | 7    | ETU Triathlon European Championships                 | Glasgow        | 02:02:37 | Europameisterschaft auf der olympischen Kurzdistanz                                     |
| 10. Juni 2018 | 33   | ITU World Championship Series 2018                   | Hamburg        | 01:00:56 |                                                                                         |
| 2. Juni 2018  | 22   | ITU Triathlon World Cup                              | Cagliari       | 01:03:12 | hinter der Siegerin Lisa Perterer                                                       |
| 12. Mai 2018  | 31   | ITU World Championship Series 2018                   | Yokohama       | 02:00:36 |                                                                                         |
| 11. Feb. 2018 | 14   | ITU Triathlon World Cup                              | Kapstadt       | 01:01:05 |                                                                                         |
| 29. Okt. 2017 | 14   | ITU Triathlon World Cup                              | Salinas        | 00:59:41 | Sprintdistanz                                                                           |
| 7. Okt. 2017  | 3    | ITU Triathlon World Cup                              | Sarasota       | 02:05:31 | aufgrund schlechter Wasserqualität als Duathlon ausgetragen                             |
| 24. Juni 2017 | 26   | ETU Sprint Distance Triathlon European Championships | Düsseldorf     | 01:06:32 | Europameisterschaft auf der Sprintdistanz beim T3 Triathlon                             |
| 16. Juni 2017 | 19   | ETU Triathlon European Championships                 | Kitzbühel      | 02:03:09 | Europameisterschaft auf der olympischen Kurzdistanz                                     |
| 11. Feb. 2017 | 11   | ITU Triathlon World Cup                              | Kapstadt       | 01:01:20 |                                                                                         |
| 15. Sep. 2016 | 11   | ITU Triathlon World Championship U23                 | Cozumel        | 02:03:25 | U23-Weltmeisterschaft                                                                   |
| 20. Aug. 2016 | LAP  | Olympische Sommerspiele 2016                         | Rio de Janeiro | –        | überrundet                                                                              |
| 14. Juni 2013 | 10   | ETU Triathlon European Championship Junior Women     | Alanya         | 01:00:28 | Triathlon-Europameisterschaft bei den Juniorinnen                                       |
| 26. Mai 2013  | 1    | ÖTRV Staatsmeisterschaft Triathlon Junioren          | Pörtschach     | 01:03:05 | Junioren-Staatsmeisterin auf der Sprintdistanz beim Wörthersee Triathlon                |

| Datum/Jahr    | Rang | Wettbewerb                                         | Austragungsort | Zeit     | Bemerkung                 |
| ------------- | ---- | -------------------------------------------------- | -------------- | -------- | ------------------------- |
| 22. Aug. 2020 | 1    | ÖTRV Österreichische Staatsmeisterschaft Aquathlon | Ferlach        | 00:30:36 | Aquathlon-Staatsmeisterin |

| Datum/Jahr    | Rang | Wettbewerb                            | Austragungsort | Distanz  | Zeit  | Bemerkung                                          |
| ------------- | ---- | ------------------------------------- | -------------- | -------- | ----- | -------------------------------------------------- |
| 21. Apr. 2018 | 3    | Staatsmeisterschaften 10.000 m Straße | Wien           | 10.000 m | 35:54 | Österreichische Meisterschaft 10.000 m Straßenlauf |

(DNF – Did Not Finish; LAP – Überrundet)